# Braće Jugovića 14
Obytný dům na adrese Braće Jugovića 14 se nachází v srbské metropoli Bělehradě. 
Brutalistický obytný rohový dům vznikl dle návrhu architekta Mihajlo Mitroviće, brutalistního tvůrce, který navrhl např. i věž Genex nebo budovu Energoinvestu. Budova patří k ukázkám brutalistické architektury a je jednou z jeho experimentálních staveb. Pro architekta Mitroviće byla jednou z prvních, rozhodl se v ní vzepřít systému masové výstavby založené na prefabrikovaných prvcích, které byly uplatněny např. na sídlišti Nový Bělehrad i jinde. 
Dům vyplnil část bloku domů na rohu ulic Braće Jugovića a Dobračina. Dům má ve své centrální části, která byla umístěna do rohu obou ulic, až sedm pater. V obou postranních částech, které přiléhají ke dvěma zmíněným ulicím, potom počet pater klesá až k pěti. Fasáda domu je tvořena částečně hrubým betonem s akcentovanými poli na náhodných místech, většinou je vyzděná. Nápadným prvkem jsou půlkruhová okna; podobný motiv zvolil Mitrović i pro věž Genex Tower na západním okraji metropole. Okna se opakují v 1., 3., 5. a 7. patře, pro 7. patro jsou uplatněné v řadě. Nápadná je také výtahová šachta orientovaná do ulice. Ve směru do ulice Dobričeva jsou vrchní patra Rohovou část budovy Mitrović zdůraznil částečně podklenutým prostorem, který zdůrazňuje opakovací se prvek kruhových výsečí. 
Návrh stavby byl připraven v letech 1964 až 1967. Budova byla schválena v roce 1973 a dokončena v roce 1977. Investorem bylo město Bělehrad. 